# Султанова, Лидия Ивановна
Ли́дия Ива́новна Султа́нова (в девичестве Дмитре́нко; 18 октября 1930, стан. Пластуновская, Кубанский округ, Северо-Кавказский край, СССР — 11 ноября 1990, Краснодар, Краснодарский край, СССР) — звеньевая колхоза «Красная звезда» Пластуновского района Краснодарского края, Герой Социалистического Труда (1950).

## Биография
Родилась 18 октября 1930 года в станице Пластуновская Кубанского округа Северо-Кавказского края (ныне — Динского района Краснодарского края), в семье колхозников. По национальности русская.
Работать начала в 1943 году, устроившись в полеводческую бригаду местного колхоза «Красная звезда» Пластуновского (с 1934 года) района. В 1948 году стала главой комсомольско-молодёжного звена, собравшего в 1949 году урожай подсолнечника в 26 центнеров с гектара на участке 10 гектаров.
Указом Президиума Верховного Совета СССР от 2 июня 1950 года «за получение высоких урожаев подсолнечника в 1949 году» удостоена звания Героя Социалистического Труда с вручением ордена Ленина и золотой медали «Серп и Молот». Этим же указом звания Героя Социалистического Труда были удостоены ещё двое передовых звеньевых того же колхоза — А. Н. Мирошникова и Л. Т. Петренко.
Проживала в родной станице Пластуновская, позже переехала в Краснодар, где умерла 11 ноября 1990 года.
Награждена орденом Ленина (02.06.1950), медалями.